# Мистер Србије
Мистер Србије је српско такмичење лепоте мушких манекена које шаље представнике на међународни избор Mister International и Mister Universe. Организује га Мис Србија.

## Победници такмичења
- Никола Богдановић (2000)[1] из Новог Сада, тада је био Мистер Југославије
- Милентије Андрејић (2003)[2] као Мистер Србије и Црне Горе
- Васа Несторовић (2010)[3][4]модел и порно глумац
- Милош Мићовић (2011), песник, певач и модел, освојио мистер елеганције на такмичењу Mister Universe, и ушао у топ 10 (седмо место)
- Лука Рацо (2012), модел и глумац, познат по теленовели Игра судбине, освојио титулу најбоље стилизованог мушкарца на Mister International
- Данијел Карачоњи (2013)[5]студент новинарства из Сомбора
- Радуле Вучетић (2015)[6][7]фитнес тренер, освојио треће место на светском избору
- Марко Мићовић (2016)[8]песник и модел, млађи брат Милоша Мићовића
- Марко Марковић (2017)[9] Мистер Оушн, манекен из Црне Горе, и учесник ријалитија Задруга
- Никола Боћанин (2019)[10]
- Милан Петровић (2021)[11]стјуард, освојио титулу Мистер Универзум

На такмичењу Мистер Геј Европа једном је учествовала Србија, у Будимпешти 2008. године, у питању је било четврто издање овог такмичења. Учествовао је студент социологије из Београда Иван Маљукановић, млађи брат певача Игора Маљукановића из бенда Ин виво.